# Superwoman
Singles de Alicia Keys
Teenage Love Affair
(2008) Another Way to Die
(2008)
Superwoman est le 4e et dernier single extrait du 3e album studio As I Am de la chanteuse américaine Alicia keys. Le single, où Alicia chante la grandeur des femmes en leur offrant un message d'espoir, a été écrit par elle-même avec la collaboration de Linda Perry et de Steve Mostyn.
En outre, le single a été récompensé par lors de la cérémonie de Grammy Awards 2009 (meilleure performance vocale pour une artiste féminin) et a été nommé au NAACP Image Awards pour chanson et clip exceptionnel.

## Fond & structure de la chanson

### Information sur la chanson
Lors d'une interview sur MTV Alicia Keys a déclaré que Superwoman est sa chanson préférée de l'album, en disant : « Chaque fois que je le chante, je me sens inspirée d’être qui je suis ce jour-là. »
Superwoman est aussi la chanson d'ouverture des jeux WNBA, et elle a interprété à maintes reprises par Keys pour sa promotion, mais les plus remarquables, ont été ses performances au American Music Award (2008) featuring Queen Latifah et Kathleen Battle et au CNN Heroes.
Au fil du temps, ce dernier single d’As I Am est devenu en quelque sorte "l'hymne personnel" d'Alicia Keys comme elle souligne lors de son interview sur MTV, à un tel point qu’elle a décidé en avril 2010 de mettre en ligne un site internet portant le même nom, et ayant pour but de donner des conseils ou tout simplement d'encourager les femmes.

### Contenu Lyrique
Superwoman a été écrite par Alicia Keys et Linda Perry, avec qui Keys a composé deux autres titres de l’album, The Thing About Love et Sure Looks Good To Me.
Le single est un hommage, une dédicace d’Alicia Keys aux femmes du monde entier, celles qui, comme elle le dit, « luttent pour s’en sortir ». Le morceau est aussi encouragement pour toutes celles qui, à un moment ou à un autre, seraient tentées de baisser les bras : « Pour toutes les mères qui se battent pour des jours meilleurs, pour toutes les femmes qui essaient de rentrer avant le crépuscule et pour toutes mes sœurs... allons ensemble... en disant oui je le peux, oui tu le peux... même si tout s’écroule je mets ma veste avec la marque "S", parce que je suis une "Super-femme", je peux m’envoler »: 

« Everywhere I'm turning. Nothing seems complete. I stand up and I'm searching.For the better part of me. I hang my head from sorrow. Slave to humanity. I wear it on my shoulders.  Gotta find the strength in me/ Cause I am a Superwoman. Yes I am. Yes she is. Even when I'm a mess. I still put on a vest. With an S on my chest. Oh yes. I'm a Superwoman/For all the mothers fighting. For better days to come. And all my women, all my women sitting here trying. To come home before the sun. And all my sisters. Coming together. Say yes I will. Yes I can... »

— Extrait des 3 premiers couplets

### Structure Musicale
La chanson démarre lentement avant de prendre de l’ampleur au fil de la chanson.
En effet, Superwoman qui est composé des genres R&B et soul, a été écrite en Mesure (solfège) sur quatre temps, avec un taux modéré de 70 Battement par minute.
Comme toutes les chansons de l'album As I Am, la voix de Keys n'est pas si aiguë que cela et fait suite à quatre barres, avec quatre instruments (Piano, Saxophone, le Mélotron et la Guitare basse)  qui l’accompagnent sur la mélodie.

## Clip Vidéo
Le clip de Superwoman a été tourné au mois de juin 2008 à Los Angeles et a été réalisé par Chris Robinson, qui avait travaillé auparavant avec Alicia Keys sur Fallin', Karma et récemment Teenage Love Affair.
Il présente en quatre minutes quatorze Alicia qui interprète le rôle de cinq femmes, toutes différentes mais qui luttent de manière égale au quotidien et qui méritent le titre de Superwoman :
- une mère-célibataire de deux enfants qui veut reprendre ses études ;
- une femme d’affaires, rôle qu'Alicia emprunte à Jada Pinkett Smith et est accompagné de Jaden Smith ;
- une princesse égyptienne de l'époque des pharaons, Cléopâtre VII plus précisément ;
- une collégienne Africaine qui va loin chercher de l’eau avant d'aller à l'école;
- et une astronaute de la NASA.

## Liste des Titres
États-Unis promo (CD single)
1. "Superwoman" (Radio Edit) – 4:04
2. "Superwoman" (Call Out Hook) – 0:10

Australie & Allemagne (basic CD single)
1. "Superwoman" (Radio Edit) – 4:04
2. "Superwoman" (Live Version) – 4:29

Allemagne (premium CD single)
1. "Superwoman" (Radio Edit) – 4:04
2. "Superwoman" (Live Version) – 4:29
3. "Teenage Love Affair" (Part II featuring LL Cool J)
4. "Superwoman" (Video)

## Personnel

### Musiciens
| - Alicia Keys – Voix, piano, piano Rhodes, Wurlitzer, Mellotron, Moog, Synthétiseur, synthétiseur virtuel - Mark Batson – Orgue, Moog bass - Steve Mostyn – guitare basse - Trevor Lawrence, Jr. – batterie - Mark Robohm – batterie - Jumaane Smith – trompette | - Duane Eubanks – trompette - Ryan Keberle – trombone ténor - Michael Dease – trombone ténor, trombone basse - David Watson – Saxophone ténor - Darryl Dixon – Saxophone alto - Carl Maraghi – Saxophone baryton - Jason Sugata – Cor d'harmonie |

### Production
| - Alicia Keys – producteur, arrangements Cor d’harmonie - Kerry Brothers, Jr. – producteur, Boîte à rythmes - Ray Chew – arrangements Cor d’harmonie - Ann Mincieli – Ingénieur du son - Stuart White – assistant ingénieur du son | - Zach Hancock – assistant ingénieur du son - Seth Waldmann – assistant ingénieur du son - Seamus Tyson – assistant ingénieur du son - Manny Marroquin – Mixage audio - Jared Robbins –assistant mixage audio |

## classements
| Chart (2008)                                 | Position |
| -------------------------------------------- | -------- |
| Australie                                    | 57       |
| Autriche                                     | 43       |
| Pays-Bas(Top 40)                             | 28       |
| Allemagne                                    | 43       |
| Japon (Hot 100)                              | 27       |
| Suède                                        | 32       |
| Suisse                                       | 48       |
| Royaume-Uni (Singles Chart)                  | 128      |
| États-Unis (Billboard Hot 100)               | 82       |
| États-Unis (Billboard Hot R&B/Hip-Hop Songs) | 12       |

### Classements fin d’année
| Année | Chart                                        | Position |
| ----- | -------------------------------------------- | -------- |
| 2008  | États-Unis (Billboard Hot R&B/Hip-Hop Songs) | 70       |